# SN 2007mq
SN 2007mq – supernowa odkryta 15 października 2007 roku w galaktyce UGC 11495. W momencie odkrycia miała maksymalną jasność 19,60m.